# 亨利冰隆
亨利冰隆（英語：Henry Ice Rise）是南極洲的冰隆，位於菲爾希納-龍尼冰棚，處於科爾夫冰隆和伯克納島之間，長110公里，由美國南極名稱諮詢委員命名，現時由南極條約體系管理。